# Homajra Begum
Homajra Begum, Humaira Begum (ur. 1918 w Kabulu, zm. 26 czerwca 2002 w Rzymie) – królowa Afganistanu, żona króla Zahira (ślub 7 listopada 1931). Miała dziewięcioro dzieci i 14 wnucząt.
Pochodziła z królewskiego rodu, była kuzynką swego męża. W 1973 roku rodzina królewska wyemigrowała w wyniku puczu księcia Dauda.
Królowa z mężem mieszkali przez 29 lat na wygnaniu w Rzymie. W kwietniu 2002 roku do Kabulu przybyli król Zahir i Hamid Karzaj. Królowa z powodu złego stanu zdrowia nie towarzyszyła mężowi w powrocie do ojczyzny. Trzy dni po jej śmierci trumna z jej szczątkami została przewieziona do Kabulu. Została pochowana w Mauzoleum królewskim niedaleko Kabulu, z honorami przysługującymi królowej.